# Изложба „Седамдесет сликарских и вајарских дела из времена 1920—1940” (1951)
Изложба „Седамдесет сликарских и вајарских дела из времена 1920—1940” се одржала у периоду од фебруара до марта 1951. године у Галерији Удружења ликовних уметника Србије.

## Излагачи

### Сликарство
1. Ђорђе Кун Андрејевић
2. Стојан Аралица
3. Јован Бијелић
4. Недељко Гвозденовић
5. Никола Граовац
6. Винко Грдан
7. Петар Добровић
8. Љубомир Ивановић
9. Игњат Јоб
10. Милан Коњовић
11. Петар Лубарда
12. Мило Милуновић
13. Предраг Милосављевић
14. Јевта Перић
15. Зора Петровић
16. Михајло Петров
17. Васа Поморишац
18. Вељко Станојевић
19. Боривој Стевановић
20. Иван Табаковић
21. Марино Тартаља
22. Коста Хакман
23. Марко Челебоновић
24. Богдан Шупут
25. Сава Шумановић

### Вајарство
1. Илија Коларевић
2. Петар Палавичини
3. Сима Роксандић
4. Тома Роксандић
5. Риста Стијовић
6. Сретен Стојановић
7. Михајло Томић